# Geostiba breviflagellata
Geostiba breviflagellata – gatunek chrząszcza z rodziny kusakowatych i podrodziny rydzenic.
Gatunek ten opisany został po raz pierwszy w 2018 roku przez Volkera Assinga na łamach „Linzer biologische Beiträge”. Jako lokalizację typową wskazano północne okolice Sairme w gruzińskiej Imeretii. Epitet gatunkowy oznacza po łacinie „krótkobiczykowa” i odnosi się do długości flagellum w edeagusie samca.
Chrząszcz o wydłużonym ciele długości od 2,4 do 3 mm. Ubarwienie ma w całości rude do ciemnorudego, jednymi odnóża są żółte. Oczy są silnie uwstecznione, pozbawione fasetek. U dużych samców pokrywy mają szerokie na przedzie i wąskie z tyłu żeberka przyszwowe, u samców małych cecha ta jest słabiej wyrażona. Ósmy tergit odwłoka ma parę zbieżnych ku tyłowi żeberek tylno-środkowych. Genitalia samca mają edeagus o woreczku wewnętrznym zaopatrzonym w krótkie flagellum.
Gatunek palearktyczny, znany z regionów Imeretia i Guria w Gruzji. Spotykany na rzędnych od 290 do 1640 m n.p.m. Zamieszkuje wilgotne lasy liściaste i mieszane, ich pobrzeża, zadrzewienia, zakrzewienia, pastwiska z udziałem drzew, doliny rzek, strumieni i potoków. Zwykle są to środowiska z dużym udziałem olsz, kasztanów, grabów, buków, różaneczników czy wawrzynów. Bytuje w ściółce, wilgotnej glebie i butwiejącym drewnie.